# 哈尔温德尔·辛格 (外交官)
哈尔温德尔·辛格（英語：Harvinder Singh，1975年2月3日—），印度外交官，现任印度驻斯里兰卡汉班托塔总领事。

## 经历
哈尔温德尔·辛格出生于1975年2月3日。他拥有生产工程文凭和德里大学政治学学士学位，并在德里大学经济学院完成工商管理硕士学位。
辛格于1995年加入印度外交部，并在2011年进入印度外事服务。他曾在印度外交部总部的多个部门任职，包括对外宣称司、西非司、监察司和领事事务司。此外，他还在多个印度驻外使团履职，包括德国柏林、亚美尼亚埃里温、斯里兰卡汉班托塔、尼日尔尼亚美、阿根廷布宜诺斯艾利斯，以及德国慕尼黑。
2023年8月19日，辛格出任印度驻斯里兰卡汉班托塔总领事，此前他曾于2011年至2013年在该领馆担任领事。

## 个人生活
辛格掌握英语、德语、亚美尼亚语、印地语和旁遮普语。